# Bonawentura Niemojowski
Bonawentura Niemojowski (4. září 1787 Słupia pod Kępnem, Polsko – 15. června 1835, Vanves, Francie) byl polský politik a právník. 
Pocházel z rodiny velkopolské šlechty náležející k herbu Wieruszowa. Jeho bratrem byl politik Wincenty Niemojowski. Studoval v Erlangenu a Paříži, po návratu do vlasti vykonával v Kališi advokátní praxi. Nadchl se pro ideály Velké francouzské revoluce a překládal do polštiny spisy Benjamina Constanta. V roce 1820 byl zvolen do Sejmu a spolu s bratrem se stal jedním z hlavních představitelů opoziční skupiny nazývané Kaliszanie. Usiloval o sociální reformy a kritizoval ruskou vládu za oklešťování ústavní autonomie kongresového Polska. V roce 1825 byl zbaven mandátu a uvržen do domácího vězení, po korunovaci cara Mikuláše I. byl amnestován.
Zapojil se do listopadového povstání a po vyhlášení obnovené polské nezávislosti se stal znovu poslancem. Patřil k liberálnímu křídlu odmítajícímu samovládu generála Józefa Chłopickiho. Zastával také funkci ministra spravedlnosti a vnitra v polské národní vládě. Po zatčení Jana Krukowieckiho carskými vojáky 8. září 1831 zvolil Sejm Niemojowskiho novým předsedou vlády. Odmítl kapitulovat po dobytí Varšavy Ivanem Paskevičem a přesunul se do Modlinu, kde odolával až do 23. září. Po definitivním potlačení povstání odešel do exilu v Prusku. Pak žil ve Francii a Belgii, byl předsedou Prozatímního výboru polské emigrace, který se však brzy rozpadl v důsledku sporů s Maurycym Mochnackim. V Rusku byl Niemojowski v nepřítomnosti odsouzen k smrti za účast v povstání. Působil v exilovém polském parlamentu a spolu s Adamem Czartoryskim a Adamem Mickiewiczem organizoval kulturní život tzv. Velké emigrace. Vydal knihu vzpomínek O ostatnich wypadkach rewolucji polskiej. Zklamání z poměrů v emigraci se neblaze projevilo na jeho psychickém zdraví a vedlo k předčasné smrti. Je pohřben na pařížském Père-Lachaise.